# Kōmyō-ji (Hiratsuka)

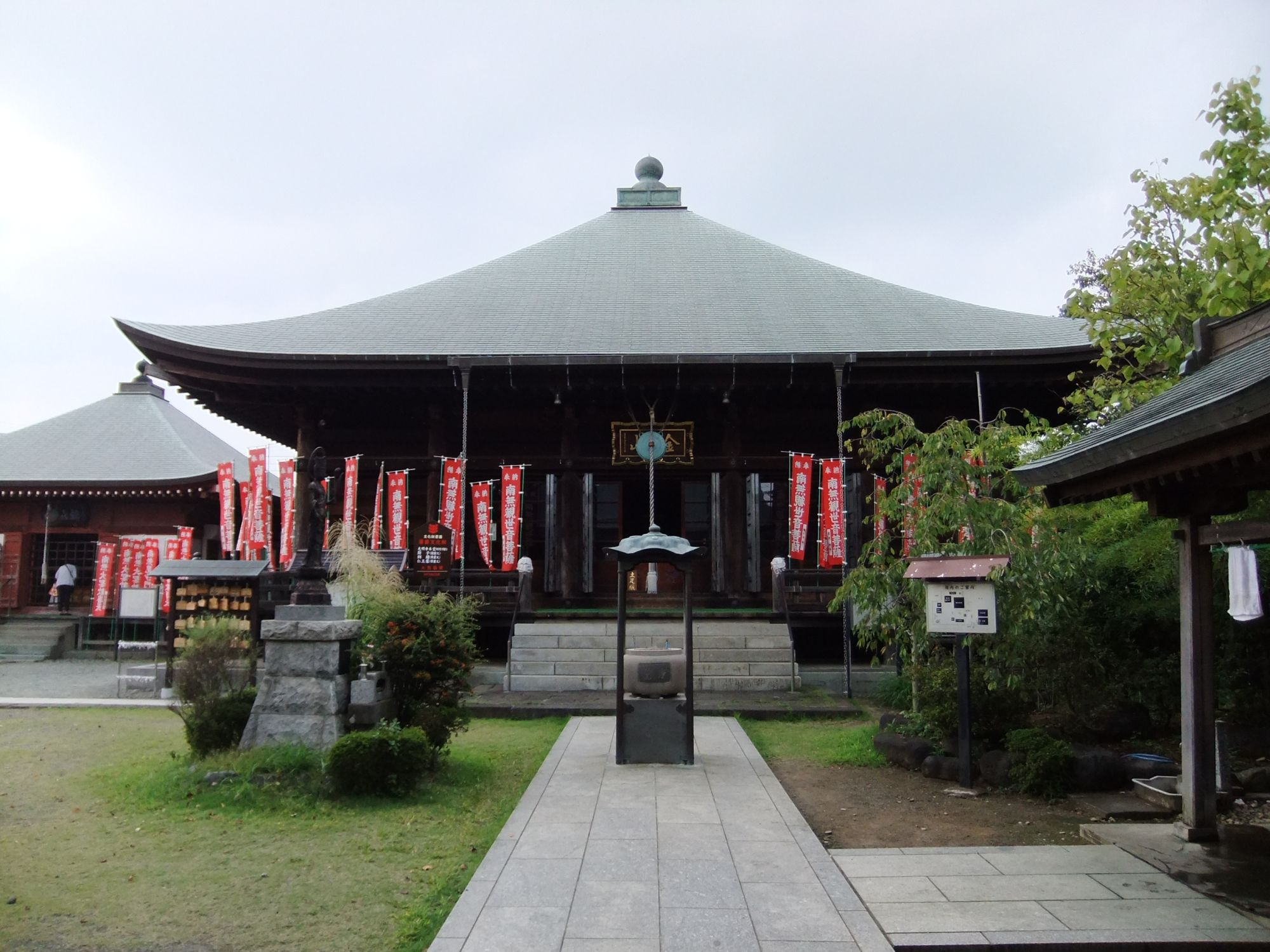
Haupthalle

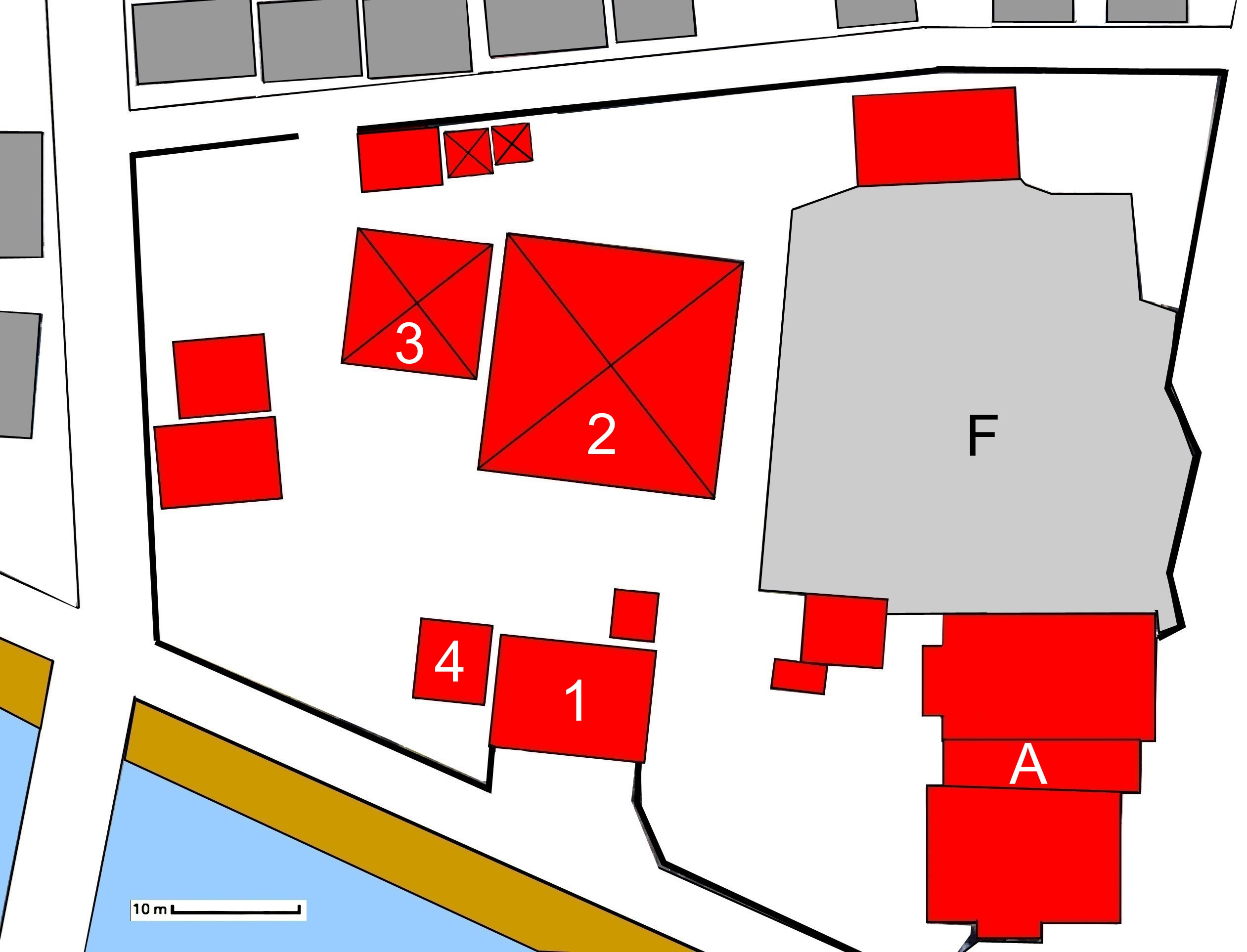
Plan des Tempels (s. Text)

Der Kōmyō-ji (japanisch 光明寺), mit dem Bergnamen Kaname-san (金目山), auch Kaname Kannon-dō (金目観音堂) genannt, ist ein Tempel der Tendai-Richtung des Buddhismus in Hiratsuka (Präfektur Kanagawa), Japan. In der traditionellen Zählung ist er der 7. der 33 Tempel der Kantō-Region.

## Geschichte
Der Überlieferung nach fanden Fischer im Jahr Taihō 2 (702) am Strand von Koiso (小磯) eine kleine Kannon-Statue, die sie dann verehrten. Während der Tempyō-Ära (729–749) fertigte Priester Gyōki eine Kannon, in deren Inneren er die gefundene einschloss. Es hieß, sie entwickelte eine übernatürliche Wirkung.
Zu Beginn der Kamakura-Zeit wurde der Tempel von Minamoto no Yorimasa hochgeschätzt, in der Zeit des Nord- und Südhofs bzw. Muromachi-Zeit unterstützte Ashikaga Takauji, die Kantō-Kubō und andere den Tempel. Dann aber brachen 1438 die Eikyō-Wirren (永享の乱 Eikyō no ran) aus, und auch der Ōnin-Krieg brachten viel Unheil, so dass der Tempel Ende des 16. Jahrhunderts völlig verwüstet war.
Während der Meiō-Ära (1492–1501) erreichten Ōta Dōkan und andere die Wiedererrichtung.

## Die Anlage
Man betritt die Tempelanlage, direkt am Kaname-Fluss (blau auf dem Plan) gelegen, von Süden her durch das Tempeltor (山門 Sammon; 1 im Plan), das hier als Nio-Tor (仁王門 Niō-mon), also als Tor mit den beiden Tempelwächtern (Niō) rechts und links vom Durchgang ausgeführt ist. Gleich links vom Tempeltor steht der Glockenturm (鐘楼 Shōrō; 4). Voraus steht die Haupthalle (本堂 Hondō; 2): das jetzige Gebäude mit quadratischem Grundriss stammt aus dem Jahr Meiō 7 (1498) und wird wohl von Mönch Kuyōji (供養時) errichtet worden sein. Neben der Haupthalle steht, nach hinten versetzt, die Kanki-dō (歓喜堂; 3).
Auf der östliche Seite des Tempelgeländes befindet sich das Abt- und Mönchsquartier (A) und der Friedhof (F).

## Schätze des Tempels
In der Haupthalle ist die Hauptkultfigur, eine aus Holz zusammengesetzte, stehende Kannon (寄木造聖観世音菩薩立像 Yosegizukuri Shō-Kanseon bosatsu ritsuzō) in einem Kabinett (厨子 Zushi; Wichtiges Kulturgut Japans) im Zen-Stil untergebracht. Vor dem Kabinett steht eine Kannon, Maedachi Kannon (前立 観音) genannt, die, wie die Haupthalle, aus dem Jahr 1498 stammt. Weiter befindet sich in der Haupthalle eine Tempelglocke (梵鐘 Bonshō). Der Inschrift nach stammt sie aus dem Jahr 1352 und wurde vom Oberpriester Kūnin (空忍) gestiftet. Der Tempel besitzt auch wertvolle alte Schriftstücke, darunter Schriften des Tazoe Hidenori (田副 秀則) aus dem Besitz des Burgherren auf der Burg Hamamatsu, Honjō Munetoshi (本庄 宗俊), gestiftet 1710.